# 組合立高等学校
組合立高等学校（くみあいりつこうとうがっこう）は、特別地方公共団体たる一部事務組合が設置する公立の高等学校。

## 概況
組合の教育委員会、県の教育委員会（以下、「県教委」）が管轄する。
高等学校の設立を必要とする市町村が地方自治法に規定する一部事務組合である学校組合を結成することにより設立される。
歴史的には県立移管を前提に設立され予定通り県立移管された学校、県立移管は前提としていなかったが県立移管が合理的なため県立移管された学校、近年の市町村合併により組合を結成していた自治体が一つの自治体になったため市立高等学校、町立高等学校、村立高等学校への名称変更した学校、その他少子化による統廃合などもありその数も減少傾向にある。
2016年（平成28年）時点で、全国に3校しかない。

## 組合立高等学校一覧

### 群馬県
- 利根沼田学校組合立利根商業高等学校：利根沼田学校組合（沼田市・利根郡みなかみ町・片品村・川場村・昭和村）[2]

### 福岡県
- 福岡県公立古賀竟成館高等学校：古賀高等学校組合（古賀市・福津市・糟屋郡新宮町）
- 久留米市外三市町高等学校組合立三井中央高等学校：久留米市外三市町高等学校組合（久留米市・朝倉市・小郡市・三井郡大刀洗町）

## かつて存在した組合立高等学校

### 北海道
- 組合立上ノ国高等学校：上ノ国町、江差町、厚沢部町、乙部町による組合立学校

1984年、北海道に移管。

### 秋田県
- 秋田県公立合川高等学校:鷹巣町、合川町、森吉町、阿仁町、上小阿仁村（すべて北秋田郡）による組合立学校

2005年、上小阿仁村以外の4町が合併して北秋田市となり、上小阿仁村が組合から脱退したことにより「北秋田市立」になる。
2011年3月に秋田県に移管された上で、4月から他3校と合併し秋田県立秋田北鷹高等学校となる。

### 宮城県
- 宮城県岩ヶ崎高等学校

1950年 岩ケ崎町立から1町6村の組合立に移管。
1951年 宮城県に移管。
- 宮城県米谷工業高等学校

1952年 米谷、浅水、米川の3町村の組合立で設置。
1962年 宮城県に移管。
2015年 閉校。
- 宮城県岩出山高等学校

1948年 岩出山町立から玉造郡2町6村の組合立に移管。
1949年 宮城県に移管。
- 宮城県名取高等学校

1948年 組合立宮城県名取高等学校を設置。
1950年 宮城県に移管。

### 石川県
- 組合立鶴来高等学校：鶴来町外13ヶ村組合による組合立学校

1952年、石川県に移管。

### 山梨県
- 長坂町外三町村学校組合立甲陵高等学校：北巨摩郡長坂町・高根町・小淵沢町・大泉村による組合立学校

2004年、設置者のうち小淵沢町を除く3町村が明野村・須玉町・白州町・武川村と合併し、北杜市が発足したことに伴い、北杜市・小淵沢町学校組合立に移行。2006年、北杜市と小淵沢町の合併により、北杜市立に移行。

### 長野県
- 組合立長野県高遠高等学校：上伊那郡東部1町6ケ村組合による組合立学校

1949年、長野県に移管。
- 組合立長野県白馬高等学校：北安曇郡北部5ケ村組合による組合立学校

1951年、長野県に移管。
- 組合立長野県蘇南高等学校：木曽郡読書村・吾妻村・田立村・山口村・神坂村による組合立学校

1957年、長野県に移管。
- 組合立長野県松川高等学校：飯田市および下伊那郡全町村による組合立学校

1987年、長野県に移管。

### 岐阜県
- 組合立土岐郡中央高等学校：土岐郡の三か町村（泉町・土岐津町・肥田村）による組合立学校

1953年、廃校
- 組合立岐阜県大垣東高等学校：大垣市・安八村・墨俣町・穂積町・巣南村・日置江村による組合立学校

1963年、廃校

### 静岡県
- 組合立佐久間高等学校：佐久間町、水窪町、龍山村による組合立学校

1959年、静岡県に移管
2017年、閉校（浜松湖北高等学校佐久間分校に移行）

### 愛知県
- 組合立福江高等学校：福江町、泉村、伊良湖岬村による組合立学校

1950年、愛知県に移管
- 組合立本郷高等学校：本郷町他6村による組合立学校

1950年、愛知県に移管
2008年、閉校

### 鹿児島県
- 笠沙町・大浦村・坊津町組合立笠沙高等学校：笠沙町、大浦村及び坊津町の3町村組合による組合立学校

1962年、鹿児島県に移管。
2006年閉校。